# 입법

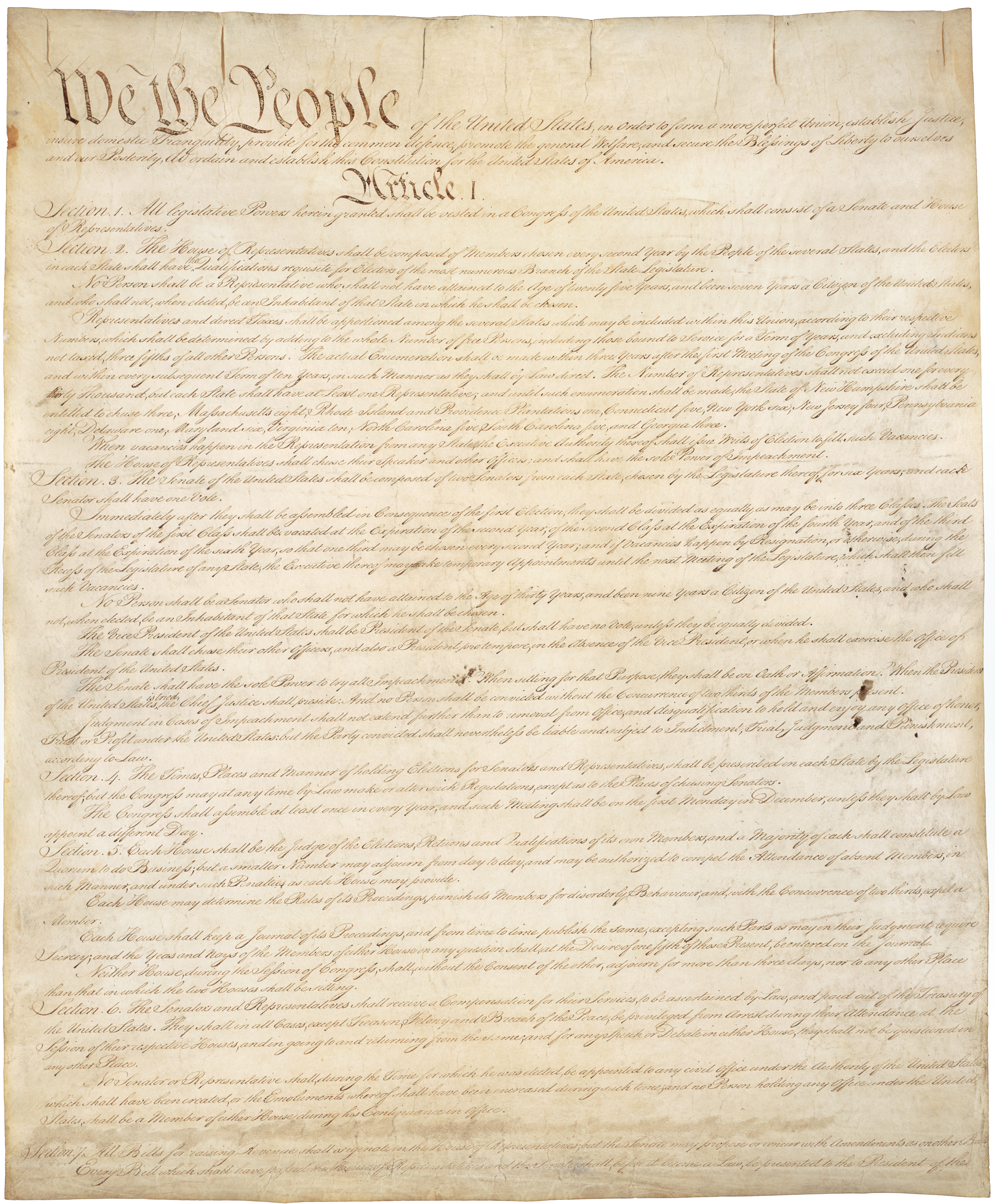

입법(立法, 문화어: 립법, 영어: legislation)이란 형식적인 의미에서는 의회의 의결을 거쳐 성립하는 법률을 제정하는 것이고, 실질적 의미에서는 법규를 정립하는 국가 작용 또는 그 권한(입법권(立法權), 문화어: 립법권, 영어: legislative power)을 말한다. 행정·사법과 대등한 국가 작용의 하나이다.
입법의 개념에 관해서는 실질설(주관설)과 형식설(객관설)이 대립하고 있다. 입법을 실질적 의미로 이해하는 입장(실질적 입법개념)에 의하면 입법은 국가기관이 일반적·추상적인 성문법규범을 정립하는 작용이라고 한다. 입법을 형식적 의미로 이해하는 입장(형식적 입법개념)에 의하면, 입법은 국회가 형식적 의미의 법률을 제정하는 작용이라고 한다. 생각건대 입법은 실질적 의미로 이해하여야 한다.

## 입법사항
법치주의 구현을 위해 헌법·법률에 의해 규정하게 되어 있는 사항을 말한다. 대한민국 헌법은 국적사항(헌법 제2조 제1항), 정당사항(헌법 제8조), 국회의원의 선거방식과 정수(선법 제41조), 대통령의 선거절차(헌법 제67조), 국군의 조직·편성 및 그 통수(헌법 제74조), 계엄(헌법 제77조), 사면(헌법 제79조), 국가원로자문회의(헌법 제90조), 민주평화통일자문회의(헌법 제92조), 행정각부(헌법 제96조), 감사원(헌법 제100조), 법관의 자격(헌법 제101조 제3항), 군사법원(헌법 제110조 제3항), 헌법재판소(헌법 제113조 제3항), 중앙선거관리위원회(헌법 제114조 제1항), 지방자치단체의 종류(헌법 제117조 제2항), 국토의 이용과 개발(헌법 제122조), 소비자보호운동(헌법 제124조) 등에 관한 사항은 반드시 법률로써 규정하도록 하고 있다(헌법 제37조 제2항).

## 같이 보기
- 입법부
- 의회
- 행정
- 사법
- 권력분립